# Ravenea musicalis
Ravenea musicalis là loài thực vật có hoa thuộc họ Arecaceae. Loài này được Beentje miêu tả khoa học đầu tiên năm 1993.